# Callispa daurica
Callispa daurica là một loài bọ cánh cứng trong họ Chrysomelidae. Loài này được Mannerhiem Hua miêu tả khoa học năm 2002.